# ألونسو خيمينيز
ألونسو خيمينيز (بالإسبانية: Alonso Jiménez)‏ (19 سبتمبر 1987 بسيوداد خواريز في المكسيك - ) هو لاعب كرة قدم مكسيكي في مركز حراسة المرمى. لعب مع نادي تيخوانا وCharlotte Eagles ‏ وIndios de Ciudad Juárez ‏ وIndios de Ciudad Juárez Reserves ‏ وWest Texas FC ‏.

## وصلات خارجية
- ألونسو خيمينيز على موقع قاعدة بيانات كرة القدم.إي يو (الإنجليزية)